# انجمن لیبرترین

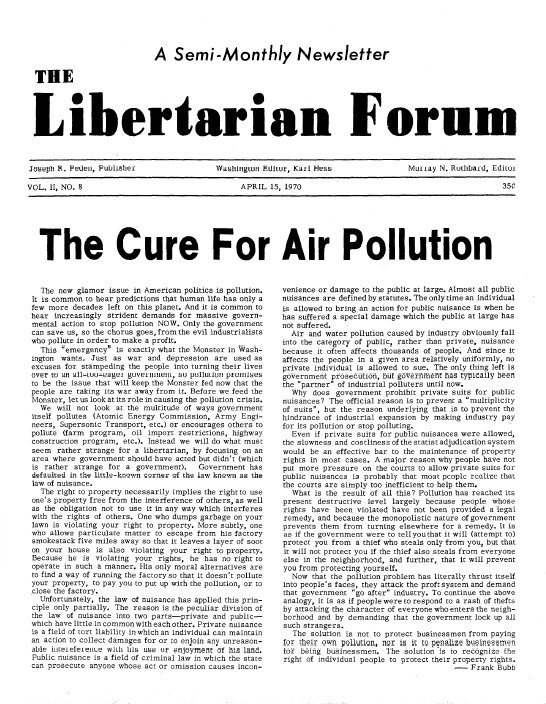

انجمن لیبرترین (به انگلیسی: The Libertarian Forum) یک مجله آنارکو-کاپیتالیسم بود که از سال ۱۹۶۹ تا ۱۹۸۴ تقریباً دو بار در ماه منتشر می‌شد. سردبیر و نویسنده اصلی آن موری روتبارد بود. در حال حاضر تمام نوشته‌های مجله در مجموعه کتاب انجمن لیبرترین کامل ۱۹۶۹–۱۹۸۴ (به انگلیسی: The Complete Libertarian Forum 1969–1984) موجود است.
تمرکز این مجله بر مشارکت‌های نظری اساسی، تفسیرهای سیاسی، جزئیات اختلافات و بحث‌های درون جنبش لیبرترینسیم و پیش‌بینی‌ها در مورد آینده آزادی بود.

## کتاب
In 2006, a two-volume edition, titled The Complete Libertarian Forum 1969–1984, was published (شابک ‎۱−۹۳۳۵۵۰−۰۲−۳) by the Ludwig von Mises Institute.